# Gebrüder Stockmann

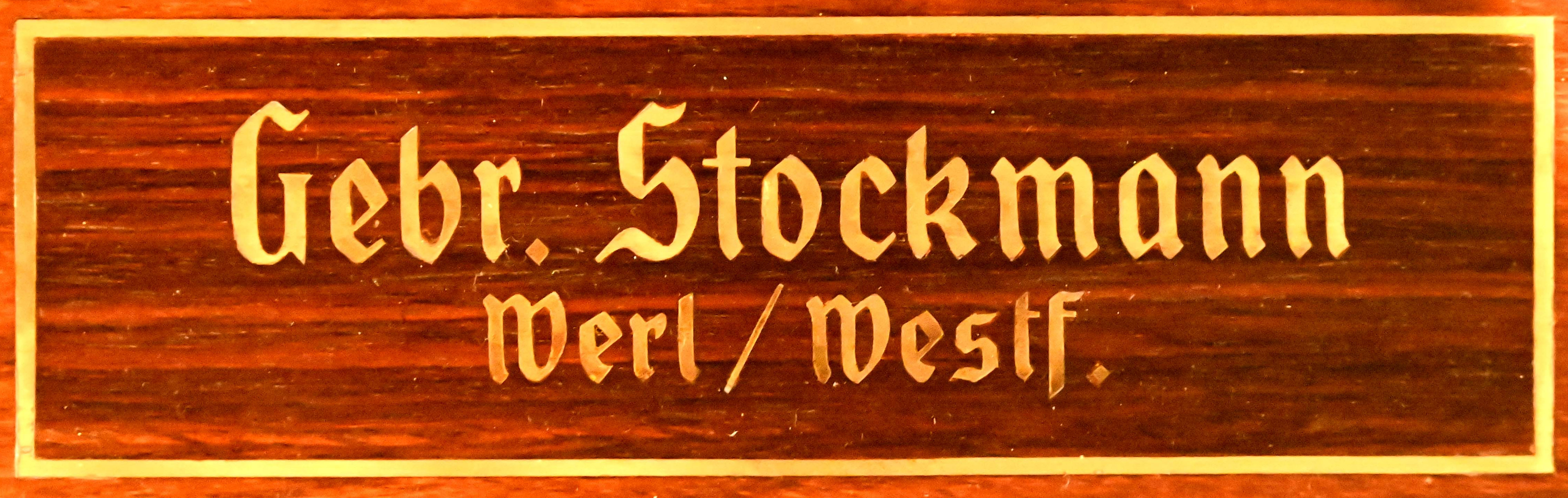
Stockmann-Orgel in St. Brictius (Olzheim)

Gebrüder Stockmann ist ein deutsches Orgelbauunternehmen mit Sitz in Werl.

## Geschichte
Das Unternehmen wurde 1889 von den Brüdern Bernhard Stockmann (* 2. Juli 1856 in Einen; † 2. März 1955) und Theodor Stockmann (* 1861 in Einen; † 1934) gegründet.
Bernhard Stockmann, Sohn einer Lehrerfamilie aus dem Münsterland, hatte das Bildhauerhandwerk erlernt und Erfahrungen in Süddeutschland, Italien und Frankreich gesammelt. In der Schweiz erlernte er anschließend den Handwerksberuf Orgelbau und kehrte nach zwölf Jahren mit dem Entschluss nach Westfalen zurück, mit seinem Bruder Theodor Stockmann eine Orgelbauwerkstatt zu eröffnen. Theodor Stockmann hatte den Beruf eines Tischlers erlernt und war Kunsttischler. 1889 gründeten sie in Werl das Unternehmen, das am 20. Mai 1901 im Handelsregister eingetragen wurde.
Das erste Orgelwerk wurde für die Pfarrkirche zu Voßwinkel gebaut. Es folgten weitere Neubauten in der gesamten Diözese Paderborn.
1934 verstarb der Orgelbaumeister Theodor Stockmann. Seine Geschäfte übernahmen seine Kinder.
1955 verstarb auch der unverheiratete zweite Gründer des Unternehmens, Orgelbaumeister Bernhard Stockmann, im Alter von 98 Jahren. Das Unternehmen führten nun die Kinder von Theodor Stockmann, Bernhard, Heinrich und Rudolf Stockmann (* 1914; † 16. Februar 1990), fort.
In den Folgejahren stieg die Mitarbeiterzahl, die Betriebsstätte wurde vergrößert.
In den Jahren seit Gründung bis 1964 hatte das Unternehmen 260 Orgeln gebaut. 1968 verstarb Bernhard Stockmann und Heinrich Stockmann ging in Ruhestand. Orgelbaumeister Rudolf Stockmann führte bis zu seinem Tod im Jahre 1990 die Orgelbauwerkstätte allein weiter.
Das Familienunternehmen Gebrüder Stockmann ist Mitglied im Bund Deutscher Orgelbaumeister.
Die Geschäftsführung des Unternehmens obliegt Ruth Stockmann und Petra Stockmann-Becker.

## Werke
Bis 1964 hatte man 260 Orgeln gebaut. Hierzu gehörte auch die Orgel der Kirche St. Cornelius in Dülken, die größte Orgel im Bistum Aachen. Sie hatte 65 Register, verteilt auf vier Manuale und Pedal. Nach der Sanierung im Jahre 2006 verfügt die Orgel nun über 66 Register. Überregionale Bekanntheit erlangte diese Orgel, da auf ihr seit den 1980er Jahren bedeutende Künstler wie beispielsweise Käte van Tricht, Peter Planyavsky, Wolfgang Seifen, Kamiel D’Hooghe, Eberhard Lauer und Johannes Matthias Michel spielten. Einige Orgelkonzerte wurden vom WDR übertragen.
1988 verließ die 512. Orgel die Orgelbauwerkstatt Stockmann.
In den Jahren 2010 und 2011 entstanden zwei Orgeln für Kirchen in Norwegen.
| Jahr      | Opus | Ort                     | Gebäude                                                         | Bild | Manuale | Register                      | Bemerkungen |
| --------- | ---- | ----------------------- | --------------------------------------------------------------- | ---- | ------- | ----------------------------- | --- |
| 1889      | 1    | Voßwinkel               | St. Urbanus                                                     |      | II/P    | 17                            | Kegellade, mechanische Spiel- und Registertraktur. 1996 Restaurierung. |
| 1895      |      | Lügde                   | St. Marien                                                      |      | III/P   | 29                            | Beim Umbau 1961 ging der alte Prospekt verloren. 1993 Restaurierung Speith, Rietberg. Dabei wurde ein neuer Prospekt geschaffen. Elektrische Kegelladen.                                                                                  |
| 1946      |      | Westönnen               | St. Cäcilia                                                     |      | II/P    | 30                            | Vollpneumatische Kegelladenorgel mit zwei Manualen und Pedalwerk, 30 Register, Zimbelstern |
| 1951      |      | Dortmund                | St. Clemens                                                     |      | III/P   | 30                            | Kegellade, elektro-pneumatisch. Geweiht am 8. September 1952, seit 2017 in der Katharinenkirche in Braniewo, dabei im Manual II um 9 Stimmen erweitert                                                                                    |
| 1951      |      | Hagen                   | St. Michael                                                     |      | III/P   | 28 (1951) 41 (1954) 51 (1957) | Kegellade |
| 1956      |      | Coesfeld                | Pfarrkirche St. Lamberti                                        |      | III/P   | 45                            | Kegellade, elektropneumatische Spiel- und Registertraktur. Neuer Spieltisch mit 128 Setzern seit 1998. |
| 1957      |      | Elte                    | Pfarrkirche St. Ludgerus                                        |      | II/P    | 13                            | 1984 durch Orgelbau Fleiter aus Münster umgebaut und erweitert durch 5 neue Register, Tremulant und Schwellwerk.(S. 211) |
| 1958      |      | Werl                    | Pfarrkirche St. Peter                                           |      | III/P   | 33                            | Tonkanzellenladen, elektrische Spiel- und Registertraktur, Spieltisch freistehend.(S. 48) |
| 1960      |      | Duisburg-Meiderich      | Pfarrkirche Herz Jesu                                           |      | II/P    | 22                            | Schleifladen, elektrisch gesteuerte Spiel- und Registertraktur, Spieltisch freistehend.(S. 54) |
| 1960      |      | Herne-Sodingen          | Pfarrkirche St. Peter und Paul                                  |      | IV/P    | 52                            | Schleifladen, elektrisch gesteuerte Spiel- und Registertraktur, Spieltisch freistehend.(S. 52) |
| 1961      |      | Bochum-Langendreer      | Pfarrkirche Unsere Liebe Frau vom Rosenkranz (St. Marien)       |      | III/P   | 27                            | Schleifladen, mechanische Spieltraktur, elektrische Registertraktur, Spieltisch eingebaut.(S. 60) |
| 1961      |      | Dortmund                | Städtisches Konservatorium                                      |      | II/P    | 14                            | Schleifladen, mechanische Spiel- und Registertraktur, Spieltisch eingebaut.(S. 64) |
| 1961      |      | Emden-Groß-Faldern      | Pfarrkirche St. Michael                                         |      | II/P    | 21                            | Schleifladen, mechanische Spiel- und Registertraktur, Spieltisch eingebaut.(S. 58) |
| 1961      |      | Schwitten               | Pfarrkirche Mariä Heimsuchung                                   |      | II/P    | 18                            | Schleifladen, mechanische Spieltraktur, elektrische Registertraktur, Spieltisch eingebaut.(S. 62) |
| 1961      |      | Werl                    | Wallfahrtsbasilika Werl                                         |      | IV/P    | 62                            | Schleifladen, elektrische Register- und Spieltraktur, Koppeln.(S. 56) |
| 1962      |      | Berlin-Dahlem           | Pfarrkirche St. Bernhard                                        |      | III/P   | 29                            | Schleifladen, elektrisch gesteuerte Spiel- und Registertraktur, Spieltisch freistehend.(S. 68) |
| 1962      |      | Marten                  | Pfarrkirche Heilige Familie                                     |      | II/P    | 20                            | Schleifladen, mechanische Spieltraktur, elektrische Registertraktur, Spieltisch eingebaut.(S. 70) |
| 1962      |      | Nette                   | Pfarrkirche St. Joseph                                          |      | II/P    | 22                            | Schleifladen, mechanische Spiel- und Registertraktur, Spieltisch eingebaut.(S. 66) |
| 1962      |      | Osterfeld               | ehemalige Pfarrkirche St. Jakobus                               |      | II/P    | 18                            | Schleifladen, elektrisch gesteuerte Spiel- und Registertraktur, Spieltisch freistehend. Die Orgel wurde 2007 nach Italien in die Nähe von Padua verkauft.(S. 72)                                                                          |
| 1963      |      | Hörde                   | Pfarrkirche St. Georg                                           |      | II/P    | 21                            | Schleifladen, mechanische Spieltraktur, elektrische Registertraktur, Spieltisch freistehend.(S. 76) |
| 1963      |      | Essen-Steele            | Kapelle im Stiftsgebäude (Fürstin-Franziska-Christine-Stiftung) |      | II/P    | 14                            | Rekonstruktion. Schleifladen, mechanische Spieltraktur, elektrische Registertraktur, Spieltisch freistehend.(S. 84) |
| 1963      |      | Höingen                 | Kapelle St. Josef                                               |      | II/P    | 12                            | Schleifladen, mechanische Spiel- und Registertraktur, Spieltisch eingebaut.(S. 88) |
| 1963      |      | Winkhausen              | Pfarrkirche Christ-König                                        |      | II/P    | 17                            | Schleifladen, mechanische Spieltraktur, elektrische Registertraktur, Spieltisch eingebaut.(S. 92) |
| 1963      |      | Müschede                | Pfarrkirche St. Hubertus                                        |      | II/P    | 19                            | Schleifladen, mechanische Spieltraktur, elektrische Registertraktur, Spieltisch freistehend.(S. 78) |
| 1963      |      | Schötmar                | Pfarrkirche St. Kilian                                          |      | II/P    | 20                            | Schleifladen, mechanische Spieltraktur, elektrische Registertraktur, Spieltisch freistehend.(S. 86) |
| 1963      |      | Soest                   | Pfarrkirche St. Bruno                                           |      | II/P    | 22                            | Schleifladen, elektrisch gesteuerte Spiel- und Registertraktur, Spieltisch freistehend.(S. 82) |
| 1963      |      | Sudmühle bei Münster    | Kapelle im Kamilluskolleg                                       |      | II/P    | 16                            | Schleifladen, mechanische Spiel- und Registertraktur, Spieltisch freistehend, schräg zum Gehäuse auf 45°.(S. 80) |
| 1963      |      | Viersen-Dülken          | St. Cornelius                                                   |      | IV/P    | 65 (1963) 66 (2006)           | Schleifladen, elektrisch gesteuerte Spiel- und Registertraktur, Spieltisch freistehend. 2006 Restaurierung mit Umdisponierung und Neuintonation;(S. 74) 2021/22 Generalsanierung und neuer Spieltisch → Orgel                             |
| 1964      |      | Berlin-Charlottenburg   | St. Kamillus                                                    |      | IV/P    | 51                            | Elektrische Schleiflade. 1975 erweitert um einen zweiten Spieltisch. Eine der großen Orgeln in Berlin. |
| 1964      |      | Osnabrück-Westerberg    | Pfarrkirche St. Barbara                                         |      | II/P    | 22                            | Schleifladen, mechanische Spieltraktur, elektrische Registertraktur, Spieltisch freistehend.(S. 96) |
| 1965      |      | Milte                   | Kloster Vinnenberg                                              |      | II/P    | 15                            | |
| 1965      |      | Münster                 | Kapuzinerkloster Münster                                        |      | II/P    | 17                            | Schleifladen, mechanische Spieltraktur, elektrische Registertraktur, Spieltisch freistehend. |
| 1966      |      | Berlin-Steglitz         | Rosenkranz-Basilika                                             |      | III/P   | 42                            | |
| 1967      |      | Schönecken              | St. Leodegar und Unserer Lieben Frauen                          |      | II/P    | 25                            | Schleifladenorgel mit 1.616 Pfeifen, mechanische Spiel-, elektrische Registertraktur, einfaches Schreingehäuse und freistehender Spieltisch auf der Nordempore der Kirche. 1997 fand eine Überholung statt.                               |
| 1970      |      | Berlin-Wilmersdorf      | Pfarrkirche St. Ludwig                                          |      | III/P   | 46                            | |
| 1972      |      | Hemer                   | Christkönig                                                     |      | II/P    | 20                            | Schleifladen – Tonkanzellen, mechanische Spieltraktur, elektrische Registertraktur. Fünf Register der alten Restorgel aus der Klosterkirche Gehrden konnten beim Bau mit verwendet werden. Die Orgelweihe erfolgte am 17. September 1972. |
| 1972      |      | Hohnhorst               | St. Petrus Canisius                                             |      | II/P    | 15                            | Schleifladen |
| 1972      |      | Gelsenkirchen-Ückendorf | Heilig Kreuz                                                    |      | II/P    | 19                            | Orgel seit 2016 in der kath. Kirche St. Marien in Berlin-Karlshorst |
| 1975      |      | Friedland               | St.-Norbert-Kirche                                              |      | II/P    | 12                            | Schleifladen |
| 1976      |      | Salzgitter              | St.-Bernward-Kirche                                             |      | II/P    |                               | |
| 1976      |      | Helden                  | St. Hippolytus                                                  |      | II/P    |                               | Neubau unter Einbeziehung von Teilen einer älteren Vorgängerorgel des Fuldaer Orgelbauers Fritz Clewing aus dem Jahr 1897 |
| 1977      |      | Olzheim                 | St. Brictius                                                    |      | II/P    | 12                            | |
| 1978      |      | Tungerloh-Capellen      | St. Antonius Abt (Autobahnkapelle Gescher)                      |      | I/P     | 6                             | →Orgel |
| 1980      |      | Berlin-Reinickendorf    | St.-Marien-Kirche Reinickendorf                                 |      | III/P   | 35                            | Mechanische Spieltraktur, elektrische Registertraktur. Die Orgelweihe fand am 11. Oktober 1980 statt. 1999 erfolgte eine Reinigung der Orgel.                                                                                             |
| 1983      |      | Balve                   | St. Blasius                                                     |      | III     | 36                            | Schwalbennestorgel |
| 1987      |      | Iseringhausen           | St. Antonius Einsiedler                                         |      | II/P    | 12                            | |
| 1989      |      | Marienmünster-Vörden    | St. Kilian                                                      |      | II/P    | 22                            | Rein mechanische Traktur |
| 1989/1990 |      | Marsberg-Padberg        | St. Maria Magdalena                                             |      | II/P    |                               | |
| 1990      |      | Krefeld-Stadtmitte      | St. Josef                                                       |      | III/P   | 39                            | Schleifladen. Mechanische Spiel- und Registertraktur. |
| 1991      |      | Wenden-Hünsborn         | St. Kunibertus                                                  |      | III/P   | 33                            | Schleifladen, mechanische Spieltraktur, elektrische Registertraktur. |
| 1992      |      | Berlin-Kreuzberg        | St. Bonifatius (Chororgel)                                      |      | I/P     | 5                             | Orgel geteilte Schleifen |
| 1992      |      | Berlin-Kreuzberg        | St. Agnes                                                       |      | II/P    | 29                            | Orgel seit 2011 in St. Bonifatius als Hauptorgel, dabei erweitert auf II/30 |
| 1995      |      | Dortmund-Hörde          | St. Clara                                                       |      | II/P    | 36                            | Schleifladen. Mechanische Spieltraktur, elektrische Registertraktur. |
| 1997      |      | Düsseldorf-Knittkuhl    | St. Viktor                                                      |      | II      | 18                            | Schleifladen. Mechanische Spiel- und Registertraktur. Schleifladen |
| 1997      |      | Langenhagen             | Liebfrauenkirche                                                |      | II/P    | 21                            | |
| 1998      |      | Lünen                   | St. Marien                                                      |      | III     | 45                            | Schleifladen. Mechanische Spieltraktur, elektrische Registertraktur. Koppeln. |
| 1998      |      | Rhede                   | Zur Heiligen Familie                                            |      | II      | 27                            | Schleifladen, mechanische Spieltraktur, elektrische Registertraktur. |
| 2005      |      | Iserlohn-Grüne          | Herz Jesu Grüne                                                 |      | II      | 23                            | Im Instrument befinden sich einige Register aus der Vorgängerorgel. |
| 2010      |      | Larvik                  | Tjølling (Norwegen)                                             |      | II/P    | 25                            | Schleifladen, mechanische Ton- und Registertrakturen. Gottfried-Silbermann-Stil. |
| 2010      |      | Raesfeld                | Schlosskapelle Raesfeld                                         |      | II/P    | 9                             | Koppeln |
| 2011      |      | Ulefoss                 | Holla-Church (Norwegen)                                         |      | II/P    | 25                            | Schleifladen, mechanische Ton- und Registertrakturen. Koppeln und Spielhilfen. Cavaillé-Coll-Stil. |

### Restaurierungen und Erweiterungen
| Jahr      | Opus | Ort           | Gebäude                              | Bild | Manuale | Register | Bemerkungen |
| --------- | ---- | ------------- | ------------------------------------ | ---- | ------- | -------- | --- |
| 1957      |      | Nottuln       | Stifts- und Pfarrkirche St. Martinus |      | III/P   | 34       | Restaurierung Orgelgehäuse und Prospekt der Orgel von Heinrich Mencke (1721) aus Beckum nach Plan des Landeskonservators, dahinter Neubau(S. 46)   |
| 1988/1989 |      | Gelsenkirchen | St. Augustinus                       |      | IV/P    | 73       | Renovierung und Erweiterung der Orgel von Feith-Orgelbau, Paderborn (1953, IV/P/72)                                                                |
| 1998      |      | Gifhorn       | St. Bernward                         |      | II/P    | 14       | Restaurierung der Orgel von Friedrich Ladegast (1887)                                                                                              |
| 2007      |      | Köln-Weiler   | St. Cosmas und Damian                |      | II/P    | 16       | Restaurierung der Orgel von Eberhard Friedrich Walcker (1910). 1952 aus der Evangelischen Kirche Leuscheid nach Weiler umgesetzt und barockisiert. |
| 2007/2008 |      | Lüdenscheid   | Christuskirche                       |      | III/P   | 36       | Restaurierung der Orgel von Eberhard Friedrich Walcker (1902). 1947 Beschädigungen durch Kriegseinwirkungen repariert.                             |